# Earle Combs
Earle Bryan Combs (Pebworth, Kentucky, 14 de mayo de 1899-Richmond, Kentucky, 21 de julio de 1976), más conocido como Earle Combs, fue un jugador profesional estadounidense de béisbol que se desempeñó en la posición de jardinero central en las Grandes Ligas de Béisbol (MLB). Es miembro del Salón de la Fama del Béisbol.

## Carrera
Combs jugó como profesional doce temporadas en New York Yankees (1924-1935), equipo en el que se retiró.

## Reconocimiento
En 1970, ingresó como miembro al Salón de la Fama del Béisbol.